# Festival das Flores de Aldeia de Santa Margarida

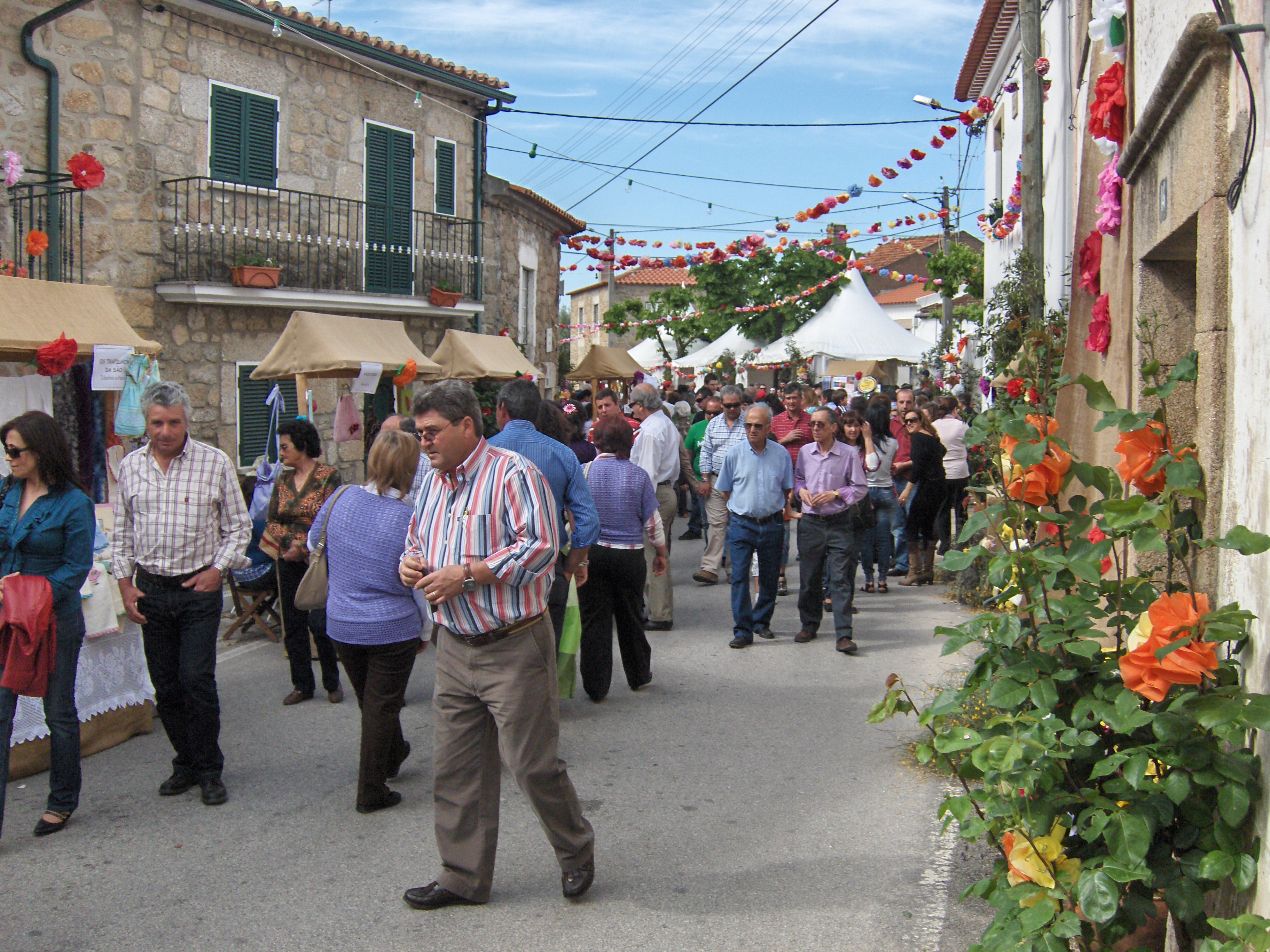
Turistas nas ruas da aldeia

O Festival das Flores é um evento organizado pela Junta de Freguesia de Aldeia de Santa Margarida e que tem o apoio da Câmara Municipal de Idanha-a-Nova e que se realizou pela primeira vez no ano de 2010, constituindo-se, desde logo, como um enorme sucesso.
Um dos principais objectivos desta iniciativa é enfeitar as ruas da freguesia aproveitando as flores naturais existentes, assim como todo o tipo de flores artificiais e verduras. A concepção das flores, bem como a ornamentação das ruas e fachadas das habitações fica a cargo da população desta freguesia.
Além das milhares de flores, naturais e artificiais, espalhadas pelas ruas e casas da aldeia, este evento conta ainda com a presença de dezenas de expositores de produtos regionais, tasquinhas e muita animação.

## I Festival das Flores
O I Festival das Flores realizou-se no fim-de-semana de 1 e 2 de Maio de 2010, contando com a presença de centenas de pessoas da aldeia e de toda a região idanhense e arredores.
Na sua primeira edição, logo no primeiro dia, actuaram o grupo de bombos de Aldeia de Santa Margarida, Os Tapori a Bombar, o grupo Modas e Adufes – Grupo Etnográfico de Proença-a-Velha e o Grupo de Cantares de Aldeia de Santa Margarida. O dia ficou ainda marcado por uma arruada do Grupo de Concertinas. À noite, a partir das 21 horas, actuou o grupo Ciranda, seguindo-se uma noite de fados junto à Capela de Santo António. Acompanhados na guitarra portuguesa por João Salcedas e na viola por José Luís Cleto, cantaram José Juvenal, Isabel Bicho e Joana Gonçalves.
No segundo dia, logo pelas 11 da manhã, ocorreu a arruada do Grupo de Bombos da Lardosa, seguida de uma Eucaristia, às 11.30, na Igreja Matriz de Aldeia de Santa Margarida. No final a Filarmónica Idanhense percorreu as ruas da freguesia. De tarde actuaram a Fanfarra Sacabuxa e a NemFáNemFum, terminando a festa, pela noite dentro, ao som da música do teclista Michael.
Durante os dois dias houve ainda muita animação de rua, com pinturas faciais e passeios de carroça, puxada por um burro.

## II Festival das Flores
O II Festival das Flores realizou-se no fim-de-semana de 30 de Abril e 1 de Maio de 2011, contando, mais uma vez, com centenas de pessoas nas ruas da freguesia.
Além das milhares de flores, naturais e artificiais, espalhadas pelas ruas e casas da aldeia, este evento contou ainda com a presença de dezenas de expositores de produtos regionais, tasquinhas e muita animação .
O festival arrancou às 14 horas de sábado, dia 30, com a abertura das tasquinhas, as exposições de produtos regionais e, claro, as exposições de flores pelas ruas da aldeia. Entre as 14 e as 19 horas assistiu-se à animação de rua, a cargo do Grupo de Bombos Os Tapori a Bombar, do Grupo Sarrabecos, do Grupo de Cantares de Aldeia de Santa Margarida, das Concertinas da Farra, da Fanfarra Nem Fá Nem Fum e da Charanga "El Agua" de Ceclavin.
A partir das 19 horas assistiu-se ainda à actuação de um Grupo de Sevilhanas e, à noite, a animação ficou a cargo do músico Rui Alves e da sua banda.
No domingo o festival arrancou logo pelas 11 da manhã, após a Eucaristia Dominical, com diversas actuações ao longo do dia, entre as quais a arruada da Banda Filarmónica de Aldeia de João Pires, do Grupo de Bombos da Casa do Benfica de Vila Velha de Ródão, do grupo Som de Bordão - com as suas gaitas-de-foles e bombos -, e do Grupo de Adufeiras de Penha Garcia. Às 21 horas actua o grupo "Ondas Musicais".
Ao longo dos dois dias, e pensando nos mais novos, houve ainda passeios de carroça, pinturas faciais, modelagem de balões e o atelier de fantoches "Oficina da Fantochada", entre várias outras iniciativas.
E, como festa que é festa, não dispensa comes e bebes, a organização do Festival, com o apoio da Comissão de Festas de Verão de 2011 de
Aldeia de Santa Margarida, dispôs de alguns espaços de refeição, onde foi possível almoçar e jantar durante o festival. Frango assado, febras, chouriço assado e queijo da região foram algumas das iguarias disponibilizadas.
Integrado no II Festival das Flores da Aldeia de Santa Margarida, no dia 30 de Abril, pelas 08.30, realizou-se ainda um percurso pedestre em Aldeia de Santa Margarida, intitulado "A Flor do Mês de Maio".

## III Festival das Flores
O III Festival das Flores realizou-se no fim-de-semana de 26 e 27 de Maio de 2012 e, tal como as edições anteriores, revelou-se um verdadeiro sucesso trazendo a esta pequena aldeia beirã centenas de pessoas, não só da região de Idanha, mas também de vários pontos de Portugal e até mesmo de Espanha.
O Festival arrancou no sábado, dia 26 de Maio, com inúmeras ruas enfeitas e muita animação de rua, exposições de flores pelas ruas, tasquinhas e exposição de produtos gastronómicos e artesanais da aldeia e da região da Beira Baixa .
Entre os diversos grupos de animação encontrava-se o Grupo Recreativo Escola de Samba "A Rainha", da Figueira da Foz, os Charanga Lusitana, Batuta D'Alegria, a Fanfarra Nem Fá Nem Fum, bem como o Grupo de Cantares de Aldeia de Santa Margarida e o Grupo de Bombos Os Tapori a Bombar, também de Aldeia de Santa Margarida.
A 3.ª edição deste festival, organizado em parceria pela Junta de Freguesia de Aldeia de Santa Margarida, pela Câmara Municipal de Idanha-a-Nova e com a colaboração da Comissão de Festas de Verão de Aldeia de Santa Margarida, procurou não só mostrar os produtos da região, mas também ser uma celebração de Maio como o mês das flores e Aldeia de Santa Margarida, também conhecida na região como Aldeia das Flores.
Tal como em edições anteriores, o festival contou com um passeio pedestre, dedicado ao tema das flores, que se realizou no domingo, dia 27 de Maio.

## VI Festival das Flores
O VI Festival das Flores realizou-se nos dias 26, 27 e 29 de Maio de 2017. Ao longo de três dias, milhares de flores artificiais inundaram as ruas de Aldeia de Santa Margarida, emprestando um colorido singular a esta freguesia beirã.
O programa deste festival prometia muita animação de rua com os bombos da Aldeia de Santa Margarida Os Tapori, com os bombos Raia dos Sonhos e com  os grupos Sons da Serra e Foles da Beira, a fazerem a abertura pelas 17 horas. À noite, a partir das 21h30, no Jardim Público, realizou-se uma noite de fados com Maura Aires e Luís Capão, acompanhados por António Sereno, na guitarra portuguesa, Samuel Garção, na viola baixo, e João Carvalho, na viola de acompanhamento.
Sábado, o Festival abriu às 11 horas, com animação de rua pela Associação Marafona Encantada, Don Bozinon, Mimo´s Dixie Band, Alegres das Concertinas, grupo de sevilhanas, Chibatas, Teatro em Caixa e Xaral’s Dixies. A partir das 19 horas, no Palco Santo António, actuou o grupo União Portuguesa. Às 21h30, no Palco Rossio, atua o Pás De Problèm. De novo no palco Santo António, às 23 horas, a animação musical continuou com o grupo Ondas Musicais.
Domingo o Festival abriu também às 11 horas e com animação de rua com a associação Marafona Encantada; Don Bozinon;  fanfarra Nem Fá Nem Fum; bombos Os Maravilhas; grupo feminino de gaitas de foles Girafoles; grupo Farratuga; Escola de Samba Sócios da Mangeuira, da Mealhada; Grupo Trabucos e Chico Mestiço – Percussão Brasileira e Gaita.
Às 19h30, no Palco Santo António, actuou o grupo Lions Like Zebra. Às 21h30, no Palco Rossio, actuou o grupo Alafum.